# 呼伦贝尔市
呼伦贝尔市（汉语拼音字母：Holonbûir hôt（标准音）、Huluunbûir hôtô（巴尔虎布里亚特））是中华人民共和国内蒙古自治区下辖的地级市，位于内蒙古自治区东部。清朝时称呼伦布雨尔，原名呼伦贝尔盟，以境内呼倫湖和貝爾湖得名。市境南接兴安盟、黑龙江省齐齐哈尔市，东邻黑龙江省黑河市，北界黑龙江省大兴安岭地区，西与俄罗斯及蒙古国相邻。地处内蒙古高原东北部，大兴安岭纵贯市境，将市境分为三大部分，西部为呼伦贝尔草原，中部为大兴安岭林区，东部为低山丘陵及河谷平原。西缘额尔古纳河为中俄界河，于市境北端与石勒喀河交汇后称黑龙江，东缘嫩江为与黑龙江省的界河。全市总面积25.28万平方公里，其中漢族人口占80.1%，蒙古族人口占10.59%。市政府驻海拉尔区。呼伦贝尔市曾经是名義上全世界陸地面積最大的地級市行政單位，其面积大小与英国相当。这一纪录被2018年新成立的地级市那曲市打破。

## 历史

### 远古时期到中世纪
呼伦贝尔的历史可追溯到二至三万年前，考古发现的原始人类“扎赉诺尔人”化石，其年代确认在距今1万年以上，与山顶洞人在时间上接近，而且其文明程度更高，应该是新石器时期的人类。呼伦贝尔草原自古即為游牧民族的牧場，境內大興安嶺早年為鮮卑居住之地，拓拔部即發源於其境內的嘎仙洞。12世纪末，成吉思汗统一蒙古时曾在这里进行了几次大的决定性战役。后将这里分封给成吉思汗的弟弟们，元代呼伦贝尔为齐王封地。1388年，明军和北元在呼伦贝尔与蒙古国交界处的贝尔湖发生捕鱼儿海之战，元朝皇室彻底灭亡，蒙古各部随后陷入混乱，呼伦贝尔再次成为各部争雄的舞台。

### 清末民初
17世纪初，后金建国，随后向北征服呼伦贝尔地区的各部落，将其纳入八旗，以补充兵员。清军入关後，清朝还将一些部落迁到其他地区。康熙年间设立黑龍江將軍，管辖范围包括呼伦贝尔地区；岭西为呼倫貝爾副都統衙門管辖索伦八旗、新巴尔虎八旗、厄鲁特旗；岭东为西布特哈总管公署管辖布西、巴彦等四旗。清末新政期间，光緒三十三年（1907年）設黑龍江省，下设呼倫贝尔道管辖该地区。
中華民國初年，额鲁特旗总管胜福响应外蒙古独立運動，在俄罗斯帝国支持下，出兵占领海拉尔，建立呼倫貝爾自治政府，依附于库伦的大蒙古國。1915年，《中俄蒙协约》签署後，中、俄签署《中俄会订呼伦贝尔条约》，呼伦贝尔取消独立，黑龙江省复设呼伦贝尔副都统，管辖“呼伦贝尔特别区域”。1917年，土匪头目色布精额占领海拉尔数月，建立呼伦贝尔提督府。1919年，北京政府任命徐树铮为西北筹边使，率领皖系军队进入外蒙古，外蒙古被迫取消“自治”，呼伦贝尔从此失去了一个主要支柱。1919年12月21日，呼伦贝尔护理副都统贵福致电北京政府，要求取消呼伦贝尔特别区域。1920年1月28日，北京政府宣布取消呼伦贝尔特别区域及中俄会订条件，将呼伦贝尔地区置于黑龙江省管辖之下。1920年2月，徐世昌任命钟毓为督办呼伦贝尔善后事宜兼交涉员。同时将清末新政时期设立的呼伦厅改为呼伦县，胪滨府改为胪滨县，吉拉林设治局改为室韦县，还增设了奇乾设治局，翌年改为奇乾县。黑龙江省署颁布了呼伦贝尔督办公署暂行条例，将呼伦贝尔全境司法、行政、教育、实业、财政、警察、卡伦各事业均划归于督办统辖职权之内。1920年3月，在海拉尔设立镇守使署，任命张奎武为呼伦贝尔镇守使，所属军队为黑龙江陆军第二混成旅步、骑各一团，分驻海拉尔、室韦、扎赉诺尔一带，负责边防兼护路各项事宜。1920年4月，设呼伦警察厅，任朗官普为代理厅长。呼伦警察厅下设第一警察署、第二警察署、马巡兼警卫队和消防兼卫生队，负责全县公安行政事务。呼伦、胪滨、室韦、奇乾四县各设警察所一处，县知事兼充所长。1925年成立呼伦贝尔道尹公署，任赵仲仁为道尹，其下辖呼伦、胪滨、室韦、奇乾四县。
国民政府成立后与苏联交恶，东北军在中东路事件中溃败，苏军一度占领呼伦贝尔等地。1929年12月17日，呼伦贝尔青年党领导人福明泰在海拉尔建立索伦共和国；1930年1月13日，索伦共和国瓦解。

### 满洲国时期到中共建政
1931年九一八事变后，这时呼伦贝尔地区仍由东北军苏炳文所部控制。1932年（民國二十一年）12月，日军占领海拉尔。满洲国随后在此成立兴安北省，1944年改属兴安总省。日本统治期间还遗留有海拉尔日军工事及万人坑遗址。

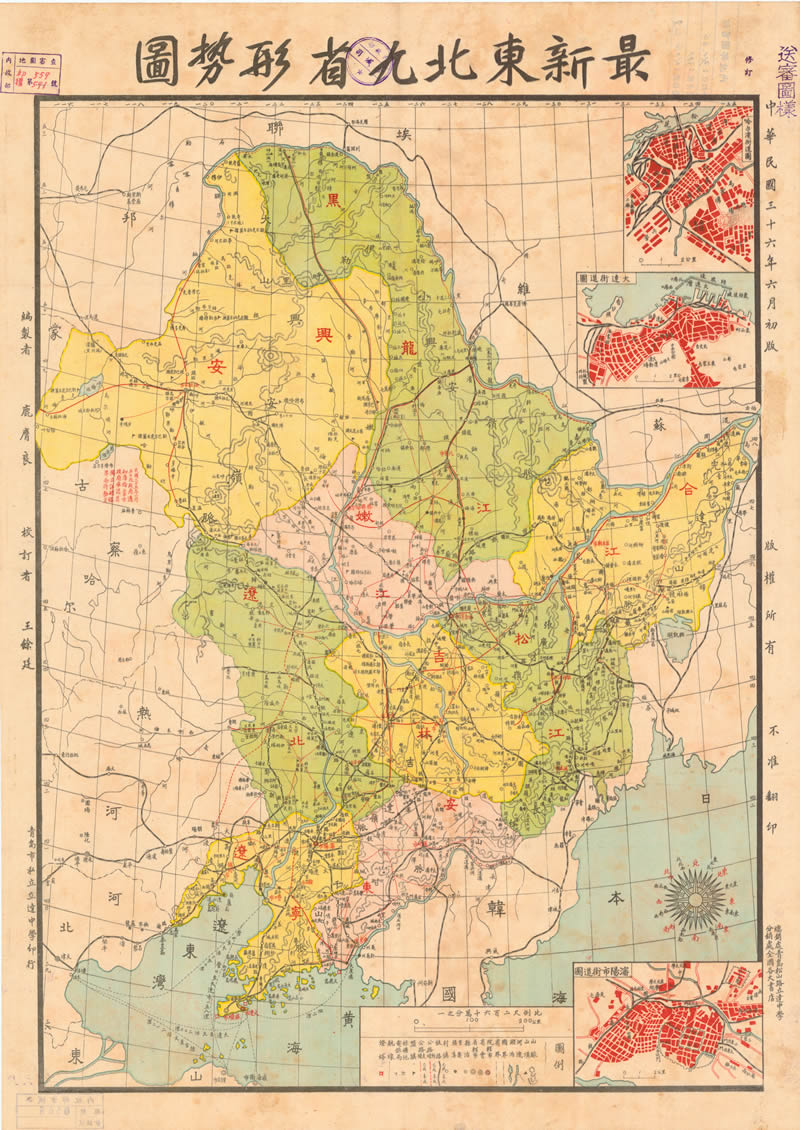
1945年后国民政府在满洲国行政区划的基础上将呼伦贝尔划归兴安省

抗日戰爭勝利後，國民政府設興安省，面積與後來由呼倫貝爾盟和纳文慕仁盟合併而成的呼纳盟相同。但國民黨政府從未實際管轄過這裡。
1945年9月，原满洲国兴安北省省长额尔钦巴图等数10名岭西地区的民族上层人士在海拉尔酝酿发动民族自治运动。10月1日召开会议决定成立呼伦贝尔自治省政府，并讨论、磋商政府机构设置及人事安排等事项。10月8日在海拉尔举行呼伦贝尔自治省政府成立大会，海拉尔、南屯等地的蒙古族、达斡尔、鄂温克、汉族各界人士近百人参加大会，驻海拉尔苏军城防司令部、苏联驻满洲里领事馆等派出20余名代表参加大会。会议选举出蒙古、达斡尔、汉族人士以及1名苏联侨民为代表的政府参事，推举主席、副主席各1人。额尔钦巴图任主席，善吉密图普任副主席，德春等任参事。自治省政府下设政务、财务、实业、公安4个处及所属10个科，并组建起自治省政府保安队。呼伦贝尔自治省政府成立后，即撤销了以汉族商人傅锦堂为首的海拉尔自治公署，任命了海拉尔、满洲里、扎赉诺尔等市镇的市长及各旗旗长，并将自治省政府保安队扩编为保安总队。
1945年12月4日，原兴安东省的蒙古族、达斡尔族等少数民族上层人士在扎兰屯成立兴东地区行署，内设秘书室和总务、民政、实业、内防4个处，仍辖布特哈旗、阿荣旗、莫力达瓦旗、巴彦旗4旗。中共嫩江省工委、中共东北中央局相继派夏辅仁、苏林及张策、王盛荣等人来扎兰屯开辟工作。1946年3月27日，在扎兰屯召开了纳文慕仁人民代表会议，成立纳文慕仁省政府，受东蒙古人民自治政府领导，原兴东地区行署撤销。5月3日，纳文慕仁省政府正式成立，额尔登（金耀洲）任省长，省公署设在扎兰屯的今扎兰屯师范学校旧楼。5月13日，纳文慕仁省政府发布命令，撤销雅魯縣，建立布特哈旗政府，旗长巴音诺仁。1946年5月26日，东蒙古人民自治政府撤销，成立内蒙古自治运动联合会东蒙总分会与兴安省政府，6月27日纳文慕仁省改为纳文慕仁盟政府，受兴安省政府领导，盟长仍为额尔登，副盟长夏辅仁，正、副参议长志达图、林望溪，下设秘书、民政、实业、公安4个处。1946年6月成立中共纳文慕仁盟工作委员会（简称纳盟工委），未设书记，由西满军区副司令员朱子休、夏辅仁负责，驻铁路5号楼即今扎兰屯铁路公寓。1946年10月在扎兰屯设立内蒙古自治运动联合会东蒙总分会驻扎兰屯办事处，主任克力更。
1946年3月呼伦贝尔自治省政府改为呼伦贝尔临时地方政府。任命葆定等人为索伦等各旗旗长。1946年5月中旬，苏军撤退回国，东北民主联军铁路护路军司令郭维城和旅长王化一、政委苏林率部进驻铁路沿线扎兰屯、博克图、免渡河、牙克石、海拉尔、满洲里，成立“中共海拉尔、满洲里临时工作委员会”；护路军第三团团长迟万钧任扎满卫戍司令部司令，第三团政委王志安进驻扎赉诺尔，王子坚任中共满洲里扎赉诺尔工委书记。1946年5月，根据内蒙古人民自卫军司令部的指示，呼伦贝尔临时地方自治政府保安大队改编为东蒙古人民自治军骑兵第6师，功果尔扎布任师长，王化一任政治委员；6月29日部队又改编为兴安省军区内蒙古人民自卫军骑兵第6师，仍由功果尔扎布、王化一任师长和政委，拉一任政治部主任，明善任参谋长。1946年6月下旬，在海拉尔成立中共兴安省委北分委，统一领导呼伦贝尔、纳文慕仁盟地区党的工作，其主要成员有特木尔巴根、方知达、苏林、王化一、夏辅仁、贾石，分委书记特木尔巴根，中共海满临时工委随之撤销。1946年6月25日，中共纳文慕仁盟工作委员会在扎兰屯成立。7月5日内蒙古自治运动联合会呼伦贝尔分会成立。哈达任主任。7月13日根据兴安省军区指令，内蒙古人民自卫军骑兵6师改为呼伦贝尔地方自卫军，登登泰任司令员。9月中共呼伦贝尔地区工作委员会成立，郑北辰任书记，高锦明任副书记，苏林、刘继良、刘振东等3人为委员；中共海拉尔市工委也同时成立，高锦明兼任书记；呼伦贝尔临时地方自治政府发布主席令，撤销海拉尔地区卫戍司令部，组建呼伦贝尔保安司令部，任命登登泰为司令员，郑北辰为副司令员（后为司令员）兼呼伦贝尔公安总局局长。在东北国民党军大举北上进攻背景下，9月苏联方面派遣郭文通从海拉尔带去的苏联方面起草的关于要求恢复呼伦贝尔自治问题的请示报告共21条，递交给中共东北局后经研究最后归纳为6条。对此，彭真向郭文通解释：“把你们提出的21条，我们经过研究最后归纳成6条了。但在这6条里面完全包括了你们提出的主要原则、精神。另外，依我们看，你们的21条里的有些词句和表述方式，人们一眼就能看出不是中国人写的，这是不太合适的。所以我们重写了一下。”之后，东北局和呼伦贝尔方面各派出若干名代表，在哈尔滨召开10多天会议进行讨论，制定出《呼伦贝尔自治条例》。中共东北局方面参加的有西满军区副政委张平化为首的几名领导，呼伦贝尔方面参加的有贡格尔扎布、葆定、额尔很巴雅尔和郭文通等人。1946年10月29日，经过东北行政委员会第九次会议讨论通过，正式批准恢复呼伦贝尔地方自治。1946年11月1日《东北日报》正式报道了这一消息。设立呼伦贝尔地方自治政府。额尔钦巴图为政府主席，功果尔扎布为副主席，德春、李栋朝（汉族）、郭文通（达斡尔族）为参事，秘书处长葆定（曾任索伦旗旗长），经济厅厅长额尔很巴雅尔（葆定胞弟），民政厅长平福，保卫厅长孟和吉亚、林业局长达木林扎布，审判厅长特格喜博彦，处长额尔登泰，税务局长色尔森太。郭文通出任呼伦贝尔地方自治政府驻哈尔滨全权代表。呼伦贝尔地方自治政府决定各旗成立自卫队，需500支步枪，由郭文通向东北局申请得到解决。地方自卫军政治部主任额尔登陶克陶（刚苏和），第1团政委图门巴雅尔、第2团政委索岳尔毕力格。1946年12月21日，额尔钦巴图、功果尔扎布等率答谢代表团前往哈尔滨，与东北局彭真签署了《呼伦贝尔地方自治原则会谈纪要》5项14条协议，并决定呼伦贝尔地方自治政府由西满军区管辖。
1946年11月20日，西满军区驻满洲里办事处成立，处长贾石、副处长兼军事代表常彦卿、科长郑拓彬等7人，负责苏联进出口货物的交接、换装、国内押运、落地货物保管、警卫等工作；后沿革为东北人民政府对外贸易部驻满洲里办事处、中央贸易部满洲里口岸管理局。1947年3月召开满洲里市各族各界人民群众代表大会，选举延安干部刘复初任满洲里市人民政府首任市长（1947年8月兼任中共市工委书记）。1947年5月中共呼伦贝尔工委在海拉尔组成，高锦明任书记。1947年6月郭文通返回海拉尔住在南屯家里。1947年7月29日，为精减机构，布特哈旗政府并人纳文慕仁盟政府合署办公，旗长由纳文慕仁盟盟长额尔登兼任。1947年10月，前呼伦贝尔地方自治政府的官员额尔很巴雅尔、葆定、索伦旗前旗长恩克巴圖、索岳尔毕力格、色尔森泰、色布精泰（凌升之子）、图门巴雅尔、额尔登陶克陶（刚苏和）、郭文通均被呼伦贝尔地方自治政府保卫厅（公安总局）逮捕，这就是所谓的“葆定派”案件。郭文通被内蒙古自治政府公安部送哈尔滨的东北公安总处获释；一同被逮捕的其他人被送到王爷庙，1953年释放，都给安排了工作。1981年、1985年内蒙古公安厅在葆定等人的申诉下，纠正这一错案，为其恢复名誉。1947年11月7日，中共内蒙古工作委员会作出决议，将纳、呼地区党组织合并，在海拉尔成立内蒙古共产党工作委员会纳文慕仁呼伦贝尔工作委员会，简称纳呼工委，辖旗市级党组织9个，支部119个。1947年12月，呼伦贝尔地方自治政府副主席功果尔扎布、行政委员哈达、自治政府秘书科副科长都嘎尔扎布一行，前往王爷庙街向内蒙古自治政府请求经济援助，与内蒙古自治政府领导人交谈后，考虑到内蒙古革命形势的发展，认为呼伦贝尔地方自治政府没有继续存在的必要，应该归内蒙古统一领导。1948年1月1日，在呼伦贝尔地方自治政府礼堂集会，额尔钦巴图正式宣布：从今日起撤销呼伦贝尔地方自治政府，改称呼伦贝尔盟，归内蒙古自治政府统一领导，其机构设置、领导人的安排等，待由内蒙古自治政府重新安排和任命。会后，额尔钦巴图、功果尔扎布、德春、哈达、宝音毕力格苏荣、都嘎尔扎布等前往乌兰浩特。1月15日内蒙古自治政府发布命令，呼伦贝尔地方取消自治，改称呼伦贝尔盟，任命额尔钦巴图为盟长，呼伦贝尔盟辖海拉尔市、满洲里市、扎赉诺尔市、牙克石街和新巴尔虎左、新巴尔虎右、额尔古纳、陈巴尔虎、索伦等旗；呼伦贝尔地方自卫军改编为内蒙古人民解放军独立第9团。1948年2月1日内蒙古共产党工作委员会呼纳地区工作委员会撤销，同时内蒙古共产党工作委员会纳文慕仁盟、呼伦贝尔盟工作委员会成立，夏辅仁、吉雅泰分别担任工委书记。1948年2月恢复建立布特哈旗政府，旗长材尼额热胡。1949年4月，呼伦贝尔盟与纳文慕仁盟合并为呼伦贝尔纳文慕仁盟（简称呼纳盟），仍由额尔钦巴图任盟长，副盟长、代盟长陈炳宇。4月15日，中共呼纳盟委员会成立，盟委书记高锦明。

### 中华人民共和国成立后
1950年1月，呼纳盟政府改称呼纳盟人民政府。1953年1月23日内蒙古自治区人民政府决定，撤销东部呼纳、兴安、哲里木等盟，保留昭乌达盟，合并成立内蒙古自治区东部区行政公署。2月1日，内蒙古东部行政公署在乌兰浩特市成立。1954年4月30日，中央人民政府政务院批准，撤销内蒙古自治区东部区行政公署，将原兴安盟与呼纳盟合并，改为呼伦贝尔盟，盟人民政府设在海拉尔市，辖17个旗县行政单位，即乌兰浩特市、海拉尔市、满洲里市，新巴尔虎左翼旗、新巴尔虎右翼旗（1959年改称新巴尔虎右旗）、陈巴尔虎旗、索伦旗（1959年改称鄂温克族自治旗）、额尔古纳旗、喜桂图旗、鄂伦春自治旗、莫力达瓦旗、阿荣旗、布特哈旗、科尔沁右翼前旗、扎赉特旗、科尔沁右翼中旗和突泉县。
1955年8月，呼伦贝尔盟人民政府改称呼伦贝尔盟人民委员会。1958年6月，呼伦贝尔盟人民委员会建制撤销，改称呼伦贝尔盟行政公署，为内蒙古自治区人民委员会的派出机构，呼伦贝尔盟人民政府、人民委员会所行使的一级政权职能宣告结束。
1969年8月，呼伦贝尔盟大部分划归黑龙江省，剩余小部分划入吉林省管辖。1979年7月，呼伦贝尔盟改划归内蒙古自治区。1980年7月，恢复兴安盟建制，呼伦贝尔盟管辖区域恢复到1954年的状况。
2001年10月，国务院批准撤销呼伦贝尔盟，设立地级呼伦贝尔市，原县级海拉尔市改设海拉尔区。

## 地理
呼伦贝尔市总面积252,777平方公里，东西630公里、南北700公里。呼伦贝尔市北与俄罗斯联邦，西与蒙古国，南与兴安盟，东与黑龙江省相邻。大兴安岭横穿中部，东部为东北平原、西部为内蒙古高原的延伸。境内主要有嫩江、额尔古纳河、克鲁伦河等河流和呼伦湖、贝尔湖等湖泊。呼伦贝尔市位于中温带北缘向寒温带过渡的区域，冬季漫长而寒冷，夏季温凉而短促，年日照充足，年平均气温约0℃。
| 呼伦贝尔市海拉尔区气象数据（1981年至2010年）          | 呼伦贝尔市海拉尔区气象数据（1981年至2010年） | 呼伦贝尔市海拉尔区气象数据（1981年至2010年） | 呼伦贝尔市海拉尔区气象数据（1981年至2010年） | 呼伦贝尔市海拉尔区气象数据（1981年至2010年） | 呼伦贝尔市海拉尔区气象数据（1981年至2010年） | 呼伦贝尔市海拉尔区气象数据（1981年至2010年） | 呼伦贝尔市海拉尔区气象数据（1981年至2010年） | 呼伦贝尔市海拉尔区气象数据（1981年至2010年） | 呼伦贝尔市海拉尔区气象数据（1981年至2010年） | 呼伦贝尔市海拉尔区气象数据（1981年至2010年） | 呼伦贝尔市海拉尔区气象数据（1981年至2010年） | 呼伦贝尔市海拉尔区气象数据（1981年至2010年） | 呼伦贝尔市海拉尔区气象数据（1981年至2010年） |
| 月份                                                  | 1月                                          | 2月                                          | 3月                                          | 4月                                          | 5月                                          | 6月                                          | 7月                                          | 8月                                          | 9月                                          | 10月                                         | 11月                                         | 12月                                         | 全年                                         |
| ----------------------------------------------------- | -------------------------------------------- | -------------------------------------------- | -------------------------------------------- | -------------------------------------------- | -------------------------------------------- | -------------------------------------------- | -------------------------------------------- | -------------------------------------------- | -------------------------------------------- | -------------------------------------------- | -------------------------------------------- | -------------------------------------------- | -------------------------------------------- |
| 历史最高温 °C（°F）                                   | −1.0 (30.2)                                  | 4.3 (39.7)                                   | 16.2 (61.2)                                  | 29.4 (84.9)                                  | 33.7 (92.7)                                  | 38.8 (101.8)                                 | 39.5 (103.1)                                 | 36.9 (98.4)                                  | 33.2 (91.8)                                  | 26.2 (79.2)                                  | 12.2 (54.0)                                  | 2.4 (36.3)                                   | 39.5 (103.1)                                 |
| 平均高温 °C（°F）                                     | −19.2 (−2.6)                                 | −13.5 (7.7)                                  | −3.4 (25.9)                                  | 9.5 (49.1)                                   | 18.4 (65.1)                                  | 24.4 (75.9)                                  | 26.1 (79.0)                                  | 24.3 (75.7)                                  | 17.6 (63.7)                                  | 8.0 (46.4)                                   | −5.8 (21.6)                                  | −16.2 (2.8)                                  | 5.8 (42.5)                                   |
| 日均气温 °C（°F）                                     | −24.8 (−12.6)                                | −20.3 (−4.5)                                 | −9.9 (14.2)                                  | 3.0 (37.4)                                   | 11.6 (52.9)                                  | 18.0 (64.4)                                  | 20.4 (68.7)                                  | 18.3 (64.9)                                  | 10.8 (51.4)                                  | 1.2 (34.2)                                   | −11.7 (10.9)                                 | −21.4 (−6.5)                                 | −0.4 (31.3)                                  |
| 平均低温 °C（°F）                                     | −29.2 (−20.6)                                | −25.7 (−14.3)                                | −15.8 (3.6)                                  | −3.0 (26.6)                                  | 4.4 (39.9)                                   | 11.4 (52.5)                                  | 14.9 (58.8)                                  | 12.8 (55.0)                                  | 5.0 (41.0)                                   | −4.0 (24.8)                                  | −16.3 (2.7)                                  | −25.7 (−14.3)                                | −5.9 (21.3)                                  |
| 历史最低温 °C（°F）                                   | −42.9 (−45.2)                                | −42.3 (−44.1)                                | −32.5 (−26.5)                                | −21.6 (−6.9)                                 | −8.4 (16.9)                                  | 0.1 (32.2)                                   | 5.3 (41.5)                                   | 2.5 (36.5)                                   | −7.9 (17.8)                                  | −20.5 (−4.9)                                 | −38.0 (−36.4)                                | −40.1 (−40.2)                                | −42.9 (−45.2)                                |
| 平均降水量 mm（）                                     | 4.6 (0.18)                                   | 3.6 (0.14)                                   | 6.0 (0.24)                                   | 13.9 (0.55)                                  | 22.7 (0.89)                                  | 55.1 (2.17)                                  | 94.0 (3.70)                                  | 88.0 (3.46)                                  | 33.6 (1.32)                                  | 16.7 (0.66)                                  | 6.4 (0.25)                                   | 7.4 (0.29)                                   | 352.0 (13.86)                                |
| 平均降水天数（≥ 0.1 mm）                              | 7.6                                          | 5.9                                          | 5.6                                          | 5.9                                          | 7.0                                          | 12.9                                         | 14.5                                         | 12.4                                         | 9.5                                          | 6.2                                          | 7.1                                          | 9.6                                          | 104.2                                        |
| 平均相對濕度（％）                                    | 78                                           | 78                                           | 69                                           | 52                                           | 46                                           | 59                                           | 69                                           | 70                                           | 64                                           | 62                                           | 73                                           | 79                                           | 67                                           |
| 月均日照時數                                          | 167.0                                        | 195.6                                        | 244.1                                        | 246.2                                        | 298.0                                        | 285.9                                        | 279.8                                        | 268.7                                        | 218.6                                        | 210.1                                        | 165.3                                        | 139.4                                        | 2,718.7                                      |
| 可照百分比                                            | 63                                           | 69                                           | 67                                           | 60                                           | 63                                           | 59                                           | 58                                           | 60                                           | 58                                           | 63                                           | 60                                           | 55                                           | 61                                           |
| 来源：中国气象局（1971−2000年间的降水天数和日照数据） |                                              |                                              |                                              |                                              |                                              |                                              |                                              |                                              |                                              |                                              |                                              |                                              |                                              |

## 政治

### 现任领导
| 机构     | · 中国共产党 · 呼伦贝尔市委员会 | 呼伦贝尔市人民代表大会 常务委员会 | 呼伦贝尔市人民政府 | · 中国人民政治协商会议 · 呼伦贝尔市委员会 |
| 职务     | 书记                            | 主任                              | 市长               | 主席                                      |
| -------- | ------------------------------- | --------------------------------- | ------------------ | ----------------------------------------- |
| 姓名     | 王旺盛                          | 于伟东                            | [ 19 ]             | 吕贵和                                    |
| 民族     | 蒙古族                          | 汉族                              | 汉族               | 汉族                                      |
| 籍贯     | 辽宁省朝阳市                    | 内蒙古自治区赤峰市松山区          | 内蒙古自治区宁城县 | 辽宁省庄河市                              |
| 出生日期 | 1972年3月（53歲）               | 1968年2月（57歲）                 | 1970年6月（55歲）  | 1969年8月（55—56歲）                      |
| 就任日期 | 2024年8月                       | 2025年1月                         | 2022年1月          | 2024年1月                                 |

### 历任领导
| 市委书记 - 连辑（2002年2月－2003年1月） - 梁铁城（2003年1月－2006年9月） - 曹征海（2006年9月－2010年12月） - 罗志虎（2011年1月－2016年3月） - 李世镕（2016年3月－2016年9月） - 秦义（2016年9月－2018年1月） - 于立新（2018年3月－2021年12月） - 高润喜（2022年1月－2024年8月） - 王旺盛（2024年8月－） | 市长 - 梁铁城（2002年3月－2003年4月） - 汤爱军（2003年4月－2005年1月） - 曹征海（2005年1月－2006年10月） - 罗志虎（2006年10月－2011年1月） - 张利平（2011年1月－2016年3月） - 于立新（2016年3月－2018年3月） - 姜宏（2018年3月－2021年2月） - 高润喜（2021年2月－2022年1月） - （2022年1月－） |

### 行政区划
呼伦贝尔市现辖2个市辖区、4个旗、3个自治旗，代管5个县级市。
- 市辖区：海拉尔区、扎赉诺尔区
- 县级市：满洲里市、牙克石市、扎兰屯市、额尔古纳市、根河市
- 旗：阿荣旗、陈巴尔虎旗、新巴尔虎左旗、新巴尔虎右旗
- 自治旗：莫力达瓦达斡尔族自治旗、鄂伦春自治旗、鄂温克族自治旗

其中，满洲里市为自治区准地级计划单列市。
此外，呼伦贝尔市鄂伦春自治旗境内有实际由黑龙江省大兴安岭地区管辖的加格达奇区、松岭区两个不列入国家行政区划序列的“地辖区”。

## 人口
2022年末，全市常住人口219.07万人，比上年减少2.32万人，其中，城镇人口163.92万人，乡村人口55.15万人；常住人口城镇化率74.82%，比上年增长0.06个百分点；0-14岁24.12万人，15-64岁161.45万人，65岁及以上33.50万人。年末城镇新增就业人数12153人，失业人员再就业6892人，登记失业率为3.9%。
根据2020年第七次全国人口普查，全市常住人口为2,242,875人。同第六次全国人口普查的2,549,278人相比，十年共减少了306,403人，下降12.02%，年平均增长率为-1.27%。其中，男性人口为1,132,938人，占总人口的50.51%；女性人口为1,109,937人，占总人口的49.49%。总人口性别比（以女性为100）为102.07。0－14岁的人口为261,899人，占总人口的11.68%；15－59岁的人口为1,520,968人，占总人口的67.81%；60岁及以上的人口为460,008人，占总人口的20.51%，其中65岁及以上的人口为307,643人，占总人口的13.72%。居住在城镇的人口为1,656,914人，占总人口的73.87%；居住在乡村的人口为585,961人，占总人口的26.13%。

### 民族
从春秋战国时期直至清朝初期，呼伦贝尔草原孕育了中国北方的诸多少数民族。东胡、匈奴、鲜卑、室韦、突厥、回纥、契丹、女真、蒙古等民族都曾在这里繁衍生息、游牧、转徙。17世纪40年代和18世纪30年代，蒙古族、达斡尔族、鄂伦春族迁入呼伦贝尔盟岭东岭西地区。这一地区开始有较稳定的定居民族。
全市有31个民族。这些民族是：汉、蒙古、达斡尔、鄂温克、鄂伦春、满、回、朝鲜、锡伯、壮、俄罗斯、苗、藏、土家、柯尔克孜、侗、赫哲、羌、彝、高山、维吾尔、黎、哈萨克、纳西、白、瓦、瑶、畲、普米、布依、水族等。
常住人口中，汉族人口为1,796,519人，占80.1%；蒙古族人口为237,454人，占10.59%；其他少数民族人口为208,902人，占9.31%。与2010年第六次全国人口普查相比，汉族人口减少301,861人，下降14.39%，占总人口比例下降2.21个百分点；各少数民族人口减少4,516人，下降1%，占总人口比例增加2.21个百分点。其中，蒙古族人口增加7,447人，增长3.24%，占总人口比例增加1.56个百分点；满族人口减少5,515人，下降6.83%，占总人口比例增加0.19个百分点；达斡尔族人口减少6,862人，下降9.95%，占总人口比例增加0.06个百分点；鄂温克族人口增加466人，增长1.87%，占总人口比例增加0.15个百分点；俄罗斯族人口减少241人，下降5.54%，占总人口比例增加0.01个百分点；鄂伦春族人口增加427人，增长13.57%，占总人口比例增加0.04个百分点。
| 民族名称                | 汉族      | 蒙古族  | 满族   | 达斡尔族 | 回族   | 鄂温克族 | 朝鲜族 | 俄罗斯族 | 鄂伦春族 | 苗族  | 其他民族 |
| ----------------------- | --------- | ------- | ------ | -------- | ------ | -------- | ------ | -------- | -------- | ----- | -------- |
| 人口数                  | 1,796,519 | 237,454 | 75,279 | 62,112   | 25,582 | 25,363   | 5,947  | 4,113    | 3,574    | 1,694 | 5,238    |
| 占总人口比例（%）       | 80.10     | 10.59   | 3.36   | 2.77     | 1.14   | 1.13     | 0.27   | 0.18     | 0.16     | 0.08  | 0.23     |
| 占少数民族人口比例（%） | －        | 53.20   | 16.87  | 13.92    | 5.73   | 5.68     | 1.33   | 0.92     | 0.80     | 0.38  | 1.17     |

## 经济
工业有畜产品加工、民族用品、煤炭，电力等。
呼伦贝尔的发展依托旅游业，形成了高速的发展态势，现已陆续在境内发现了大规模煤田和油田多处，为中国第二个大庆。并着重推出以草原、森林、民族风情为主要观光内容的旅游项目。
农业是该地区的又一主要依托，其中以马铃薯和春小麦的播种为主要粮食作物。形成各民族和谐发展的良好态势。

## 交通

### 铁路
- 滨洲铁路
- 牙林铁路
- 伊加铁路

### 航空

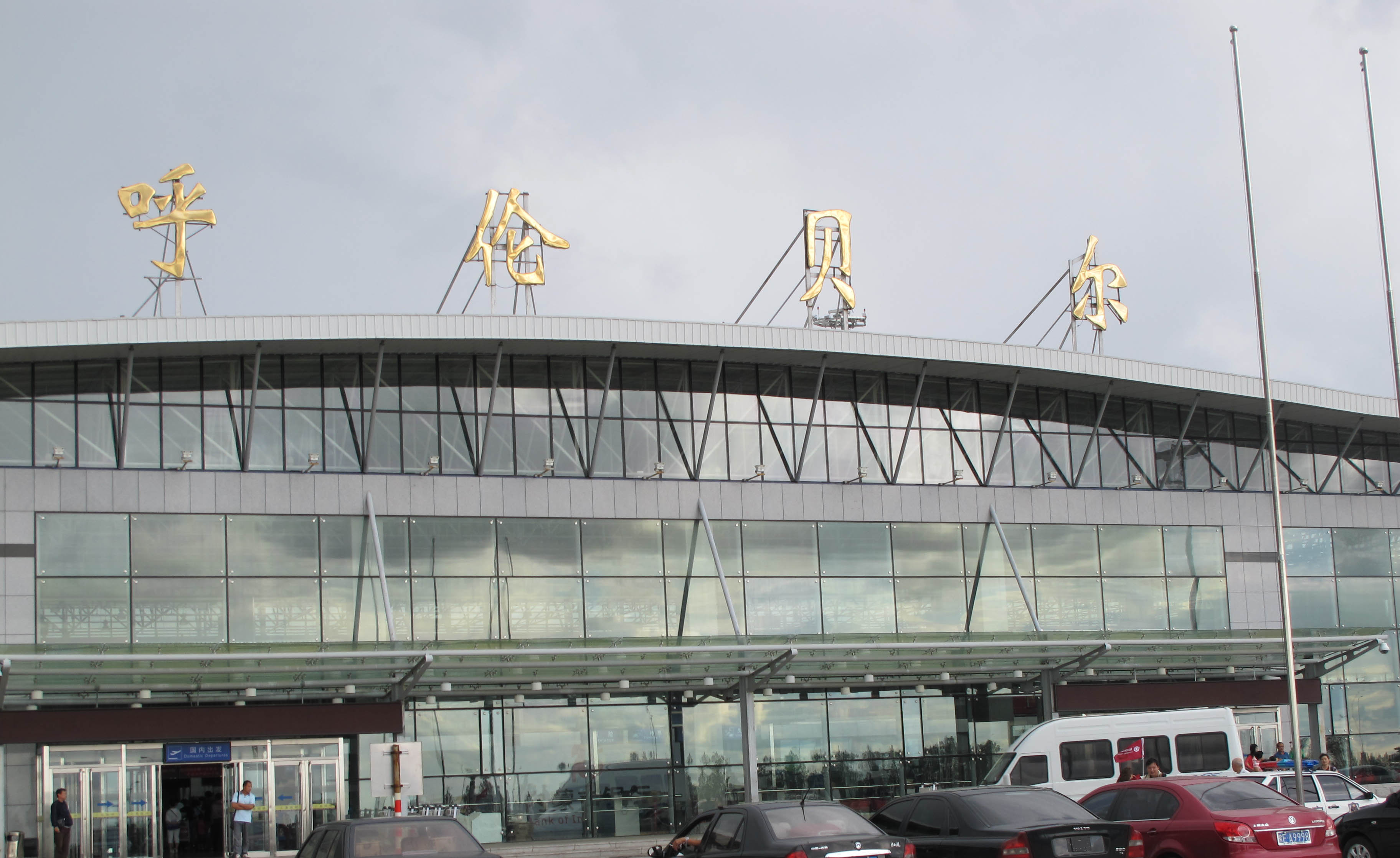
呼伦贝尔海拉尔机场

- 呼伦贝尔海拉尔机场 距离海拉尔市区仅三公里，为全国距离市区最近的民用机场。
- 满洲里西郊机场
- 扎兰屯成吉思汗机场
- 大兴安岭鄂伦春机场（属于黑龙江省大兴安岭地区）
- 民用通勤通用机场4座：根河机场、莫旗尼尔基通用机场、新巴尔虎右旗宝格德机场、阿荣旗通用机场。

### 公路
国道
- 111国道
- 301国道（绥芬河市－满洲里市）

省道
- 201省道
- 202省道
- 203省道（满洲里市－乌兰浩特市）
- 301省道
- 302省道

## 教育
全市现有普通高等学校4所，全年全市招收普通本、专科学生10753人，比上年增长25.78%。高等学校普通本、专科在校学生数29179人，增长1.51%。成人本科、专科在校学生数2301人，增长31.1%。普通高中24所，招收学生11089人，下降4.68%；在校学生数33759人，下降2.96%。初中126所，招收学生16566人，下降0.26%；在校学生数52245人，下降0.14%。小学校121所，招收学生14927人，下降14.25%；在校学生数98883人，下降1.95%。2024年统计公告

## 文物古迹
- 嘎仙洞遗址
- 扎赉诺尔墓群
- 黑山头城址
- 巴彦乌拉城址
- 蘑菇山北遗址
- 辉河水坝遗址
- 哈克遗址
- 浩特陶海城址
- 团结墓地
- 谢尔塔拉墓地
- 巴彦汗日本毒气实验场遗址

## 名胜与旅游
游览地有陈巴尔虎草原旅游区，额尔古纳西山湿地，室韦俄罗斯民族乡，白桦林，中俄边境游，鄂温克草原旅游区，大兴安岭森林区，满洲里国门，扎兰屯秀水山庄，扎兰屯柴河天池景区，扎兰屯泓森漂流度假村，海拉尔西山国家森林公园等。

## 重大事故
1981年10月20日，由加格达奇站开往三棵树站的274次列车运行到讷尔克气站和朝阳村站（兩站均在鄂倫春自治旗）间，由于罪犯实施爆炸，造成旅客3人死亡，65人烧伤，客车大破1辆，中断行车2小时50分。